# Roberto Capuano

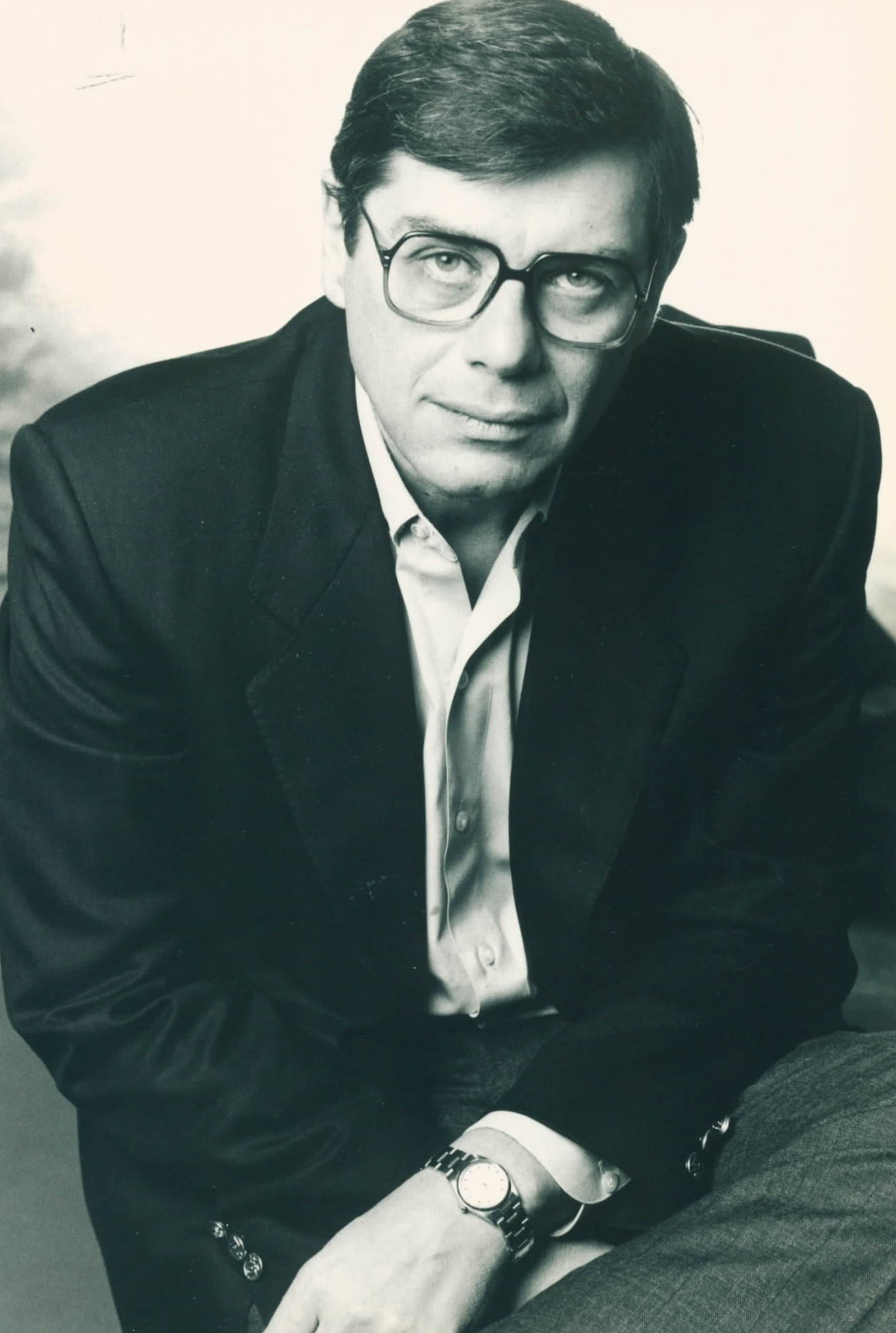
Roberto Capuano posa para fotografia que ilustraria mais uma de suas matérias

Roberto Capuano – São Paulo, 11 de janeiro de 1944 – é corretor de imóveis no Brasil desde 1965. Presidiu o CRECI  ‐Conselho Regional de Corretores de Imóveis de 1985 a 2000; foi vice‐presidente do Conselho Federal de Corretores de Imóveis COFECI e presidente  do  Sindicato  dos  Corretores  de  Imóveis  do Estado de São Paulo SCIESP. Dedica-se, atualmente, às atividades de avaliação técnica, consultoria e arbitragem imobiliárias e – à comercialização de imóveis corporativos, além de atuar como palestrante e articulista. Testemunha da evolução do mercado imobiliário brasileiro há 50 anos, seu acervo soma 181 artigos sobre o assunto publicados na imprensa brasileira ao longo de quatro décadas.

## Política Habitacional
Em 1997, Capuano conquistou seu maior objetivo como liderança setorial ao transformar o sistema habitacional do País, através da instituição da carta de crédito, instrumento que concebeu para a oferta de financiamento direto ao comprador e que, em quase duas décadas, proporcionou casa própria para mais de dois milhões de famílias. 
O fato sucedeu a outras duas iniciativas resultantes de propostas de sua autoria: o consórcio imobiliário e a caderneta de poupança vinculada. A criação desta última viabilizou a compra e a venda de imóveis usados em um mercado por décadas restrito à comercialização de lançamentos.

## Iniciativas no Legislativo
É de sua autoria, não somente a proposta de alteração da Lei do Inquilinato, como também o formato final da versão aprovada em 1991, atualmente  em vigor, que se mostrou crucial para a recuperação da oferta de imóveis para locação no mercado imobiliário ao instituir a denúncia vazia. 
Capuano apresentou também ao Congresso Nacional do Brasil, proposta para a criação de um programa de locação social como parte da política habitacional, que resultou em embrião de sucessivos projetos governamentais para a área  -do Projeto Cingapura, na cidade de São Paulo, ao Minha Casa, Minha Vida, adotado para todo o País- implementados  a partir da década de 1990.

## Atuação Política
Roberto Capuano também participou ainda da formulação dos programas de governo de todos os presidentes da República e governadores de São Paulo de 1994 a 2000. 

## Carreira Profissional
Depois de atuar como corretor, avaliador, gerente e diretor de vendas, fundou, em 1971, a empresa que, desde 1988, tem sua marca registrada como Roberto Capuano Imóveis. Foi consultor internacional de fundos imobiliários na Suíça e em Angola.

## Ligações Externas
COFECI - Conselho Federal de Corretores de Imóveis
CRECI - Conselho Regional de Corretores de Imóveis
SCIESP - Sindicato dos Corretores de Imóveis do Estado de São Paulo
Roberto Capuano[ligação inativa]Linkedin